# Der Schlüssel zum Paradies
Der Schlüssel zum Paradies ist eine britische Filmkomödie aus dem Jahre 1953 von Anthony Kimmins mit Alec Guinness in einer Rolle als Bigamist. Seine beiden Ehefrauen spielen Yvonne De Carlo und Celia Johnson.

## Handlung
Der Film beginnt mit einer Hinrichtung im Norden Marokkos. Der arme Teufel, der füsiliert werden soll, ist ein Engländer, ein gewisser Henry St. James. Der ist ein ausgemachter Schlawiner, den es gleich nach dem Zweiten Weltkrieg nach Gibraltar verschlagen hat. In einer Rückblende passiert sein Leben Revue: Henry hat mit seinem Schiff „The Golden Fleece“ (Das goldene Vlies) einen Fährbetrieb aufgemacht, der die britische Exklave mit dem Hafen in Nordafrika, Kalique, verbindet. Er ist ein ausgesprochenes Schlitzohr, er hat sprichwörtlich eine Braut in jedem Hafen. Die in Gibraltar heißt Maud und ist durch und durch englisch: Brav, sittsam und sehr, sehr langweilig. Das Gegenstück auf marokkanischer Seite heißt Nita, ein so genanntes „Rasseweib“, und ist aufregend, leidenschaftlich und im übrigen Henrys Geliebte und Gattin Nr. 2. Sie ist 23 Jahre jünger als er und bezeichnet ihn als „ihren Jimmy“. Er führt sie bei jeder Wiederbegegnung in teure, schicke Restaurants und Nachtclubs aus, wo sie einen lauten und wilden Lebensstil führen. Sein Zusammensein mit Erstfrau Maud läuft in diametral entgegengesetzten, eingefahrenen Bahnen: geordnet, respektabel und äußerst nüchtern. Jeden Abend gehen beide mit einem Becher Kakao zu Bett. Nita bekommt von Henry aufreizende Dessous geschenkt, Maud einen Staubsauger. Jedes Mal, wenn er von einem Hafen zum anderen übersetzt, stellt sich Henry auf die jeweils andere ein, die natürlich nichts von der Konkurrenz am anderen Ufer ahnt. Der Kapitän liebt dieses für ihn sehr reizvolles Doppelarrangement: er hat sein vollkommenes Glück gefunden, sein Paradies, wie der Filmtitel verrät.
Henry St. James hat sich derart perfekt in dieser für ihn perfekten Ménage à trois eingefunden, dass er eines Tages einen Fehler begeht: Henrys erster Offizier an Bord seines Fährschiffs, Carlos Ricco, hatte bislang immer geglaubt, das Nita Henrys Gattin sei, während er von Maud nichts wusste. Als er von deren Existenz erfährt, ist er froh, seinem betrügerischen Boss helfen zu können. Denn die brave Hausfrau will ihren Gatten in Kalique besuchen und stößt dort per Zufall auf Nita. Henry lässt vor Ort seinen Einfluss spielen und erreicht, dass man Maud verhaftet, ehe sein Doppelleben-Schwindel mit zwei Ehefrauen auffliegen kann. Der Bigamist besitzt sogar die Frechheit, Maud zu sagen, sie solle nie mehr wieder nach Marokko kommen, denn dies sei für eine so wohlanständige Engländerin nicht der richtige Ort, mithin ein „gefährliches Pflaster“. Die Jahre vergehen, und Maud bekommt von ihrem treulosen Ehemann Zwillinge. Die beiden Jungs sollen in England zur Schule gehen, und auch Maud drängt es zur Heimkehr nach England, da das Leben in der Ferne für sie an Faszination eingebüßt hat. Die Dinge verkehren sich: Während es die Gin liebende Maud nach Tanz und Alkohol gelüstet, will Nita endlich mit ihrem „Jimmy“ an Heim und Herd in Marokko glücklich werden. Da Henry mit dem Status quo bisher sehr zufrieden war, unternimmt er alles, damit alles so bleibt wie es war. Das führt dazu, dass sich seine beiden Frauen jeweils einen Geliebten anlachen. Henry findet dies heraus und lässt Nita, ehe es zu einem Streit kommen kann, mit ihrem Liebhaber Absalom zurück. Zwischen den beiden kommt es zu einem tödlichen Zank, bei dem Nita ihren Liebhaber erschießt. Ganz Gentleman, nimmt Henry die Schuld auf sich. Zurück in der Gegenwart: Die Schüsse des Exekutionskommandos fallen … und der Kommando gebende Offizier sackt getroffen zusammen. Schlingel Henry hatte das Erschießungskommando zuvor ordentlich „geschmiert“.

## Produktionsnotizen
Der Schlüssel zum Paradies entstand ab Ende 1952 bis Ende März 1953 und wurde am 9. Juni 1953 in London uraufgeführt. Die deutsche Erstaufführung fand am 26. Januar 1954 statt. Die deutsche Fernsehpremiere war am 10. März 1966 in der ARD.
Paul Sheriff gestaltete die Filmbauten, Julia Squire die Kostüme. Muir Mathieson war Dirigent. Peter Mullins wurde als Zeichner beschäftigt, Kameramann Denys Coop stellte die Vor-Ort-Aufnahmen her, Gerry Fisher war Kameraassistent. Tutte Lemkow und Walter Crisham zeichneten für die Tänze verantwortlich.
Alec Coppel erhielt eine Oscar-Nominierung in der Sparte Bestes Drehbuch/Beste Storyvorlage. Eine weitere Nominierung, den BAFTA Film Award, gab es für Celia Johnson als Beste Hauptdarstellerin.

## Synchronisation
| Rolle                        | Darsteller           | Synchronsprecher     |
| ---------------------------- | -------------------- | -------------------- |
| Captain Henry St. James      | Alec Guinness        | Reinhold Nietschmann |
| Nita                         | Yvonne De Carlo      | Dagmar Altrichter    |
| Maud                         | Celia Johnson        | Gertrud Meyen        |
| Erster Offizier Carlos Ricco | Charles Goldner      | Bum Krüger           |
| Lawrence St. James           | Miles Malleson       | Carl Voscherau       |
| Absalom                      | Bill Fraser          | Erwin Linder         |
| Major                        | Nicholas Phipps      | Udo Langhoff         |
| Scheich                      | Ferdy Mayne          | Benno Gellenbeck     |
| Marjorie                     | Ambrosine Phillpotts | Wika Krautz          |

## Kritiken
Der Spiegel schrieb in seiner Ausgabe vom 24. März 1954: „Angelsächsisch trocken und genüßlich überdreht, in immer neuen Wendungen des Witzes, ein Meisterstück unplatter, reiner Unterhaltung.“
TV Today urteilte: „Witzige Demontage des Männertraums vom „Hahn im Korb“.“
Das Lexikon des Internationalen Films urteilt: „Alec Guinness in der Hauptrolle rettet die nur mäßig witzige Story über die Lustspielroutine hinweg.“
Der Movie & Video Guide fand, dass Yvonne de Carlo und Celia Johnson einen guten Kontrast zu Skipper Alec Guinness abgeben würden.
Halliwell‘s Film Guide kam zum Schluss, der Film „sei eine übermäßig trockene Komödie, in der die Idee lustiger als das Drehbuch“ sei, konstatierte allerdings auch eine „angenehme Star-Performance“ seitens Guinness.